# Raadhuis ('s-Gravenzande)

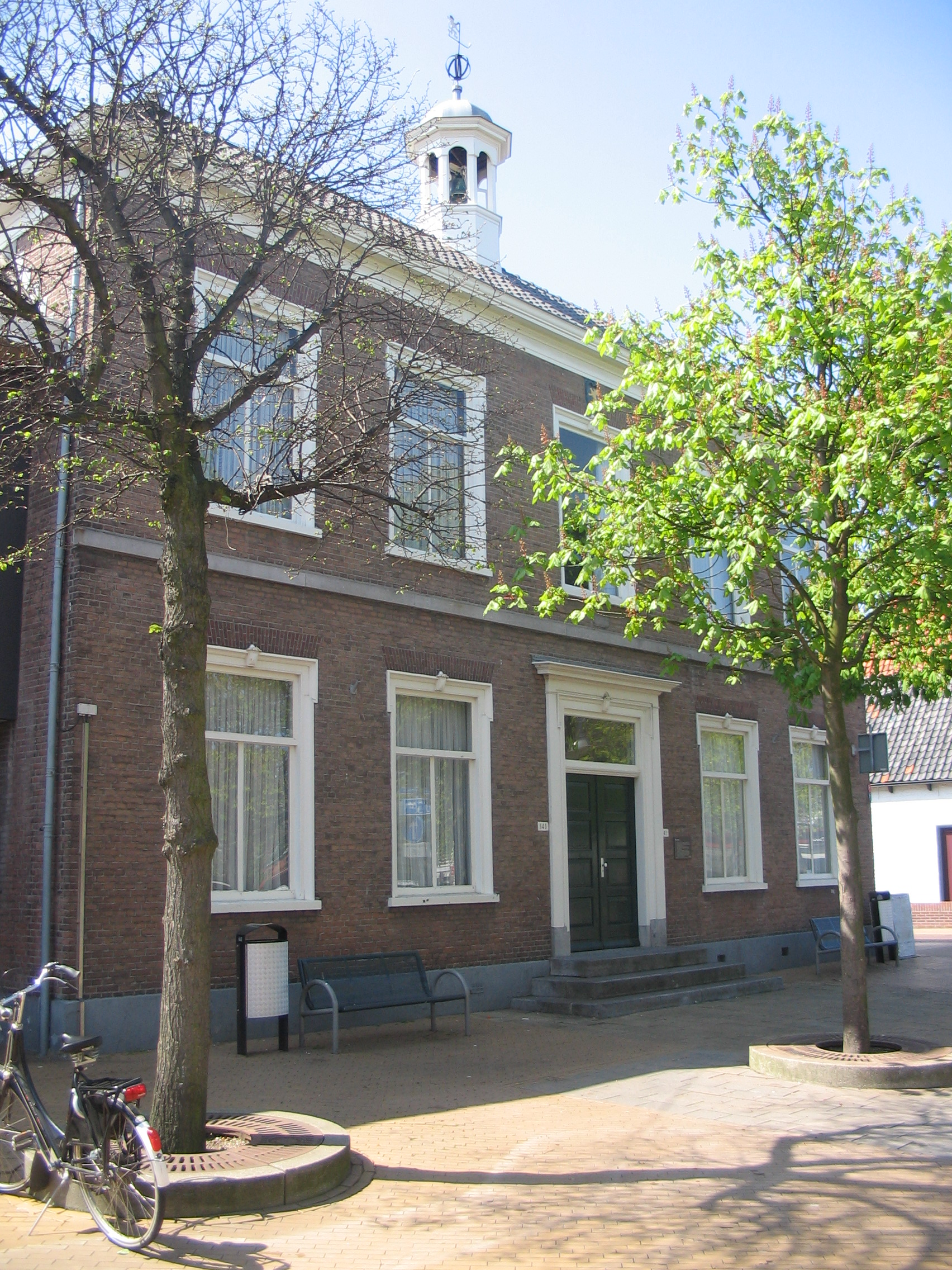
Voormalige raadhuis van 's-Gravenzande

Het voormalige raadhuis van 's-Gravenzande is gelegen aan de Langestraat 141 in de plaats 's-Gravenzande in de Nederlandse gemeente Westland.
Het huidige raadhuis aan de Langestraat 141 is in 1869 gebouwd, later in 1980 werd er een grote nieuwe vleugel aangebouwd, het huidige stadhuis. Op de begane grond bevonden zich in het begin de kamers van de burgemeester, de bode, het publiek en het kantoor van de telegraphist. De raadzaal, de kamer van de secretaris en het archief waren boven te vinden. Twintig jaar later werd er een afzonderlijk postkantoor gebouwd en werd het kantoor van de telegraphist omgebouwd tot een woning van de gemeentebode.
In de gevel is het stadswapen, een klimmende gouden leeuw op een azuurblauw veld, aangebracht. Op het dak van het raadhuis staat een torentje met daarin de brandklok. Deze werd vroeger geluid en iedere poorter was dan verplicht zich bij het stadhuis te melden met blusmateriaal.
Het gebouw is nu in gebruik als gemeentekantoor en trouwlocatie.